# Gurbănești (gmina)
Gurbănești – gmina w Rumunii, w okręgu Călărași. Obejmuje miejscowości Codreni, Coțofanca, Gurbănești, Preasna, Preasna Veche i Valea Presnei. W 2011 roku liczyła 1380 mieszkańców. 